# St Just in Penwith
Koordinaten: 50° 8′ N, 5° 41′ W
| \| St Just \|    |
| Lage von St Just |
| St Just          |

| St Just |

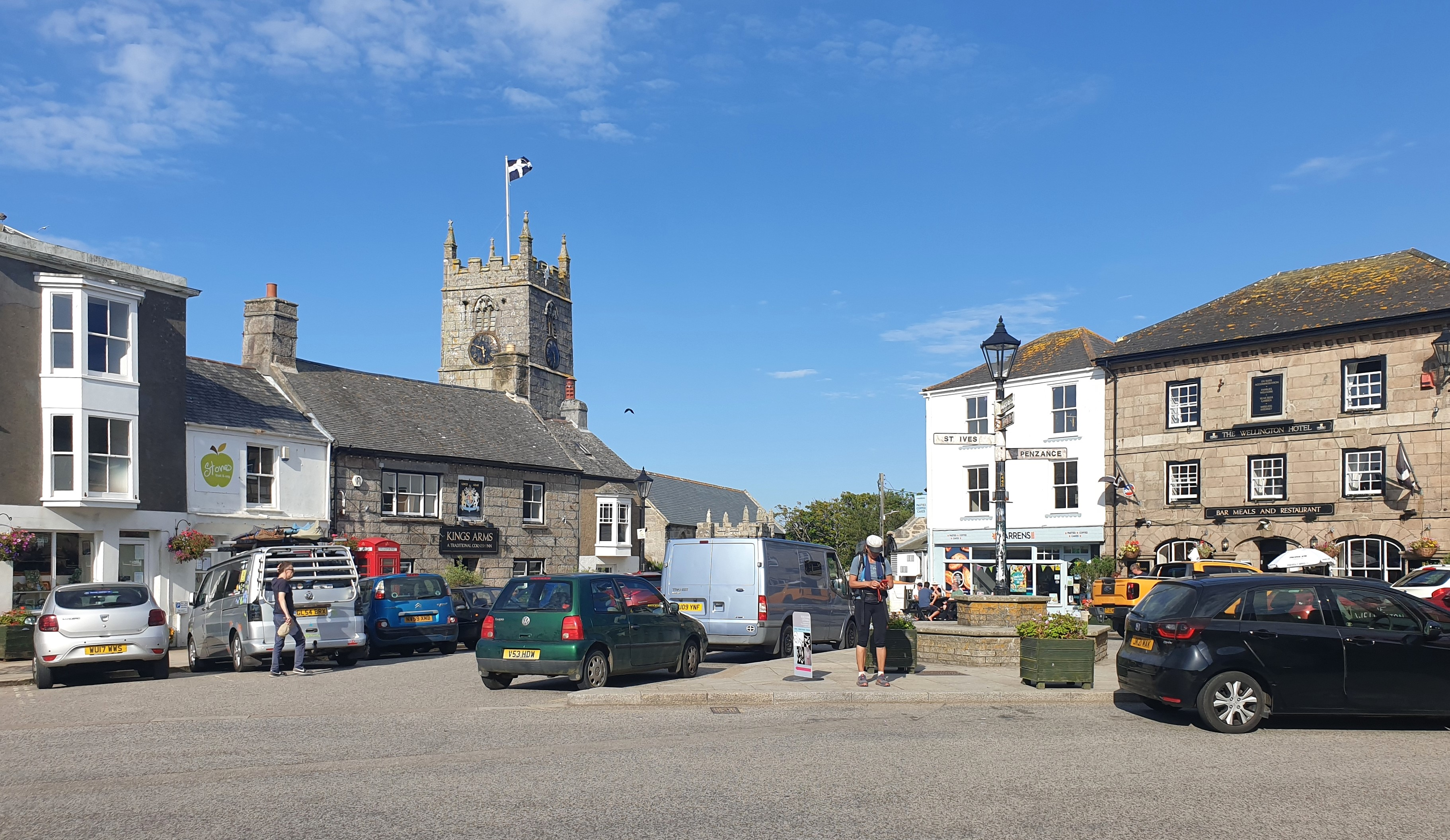
St Just Cornwall, Market Square

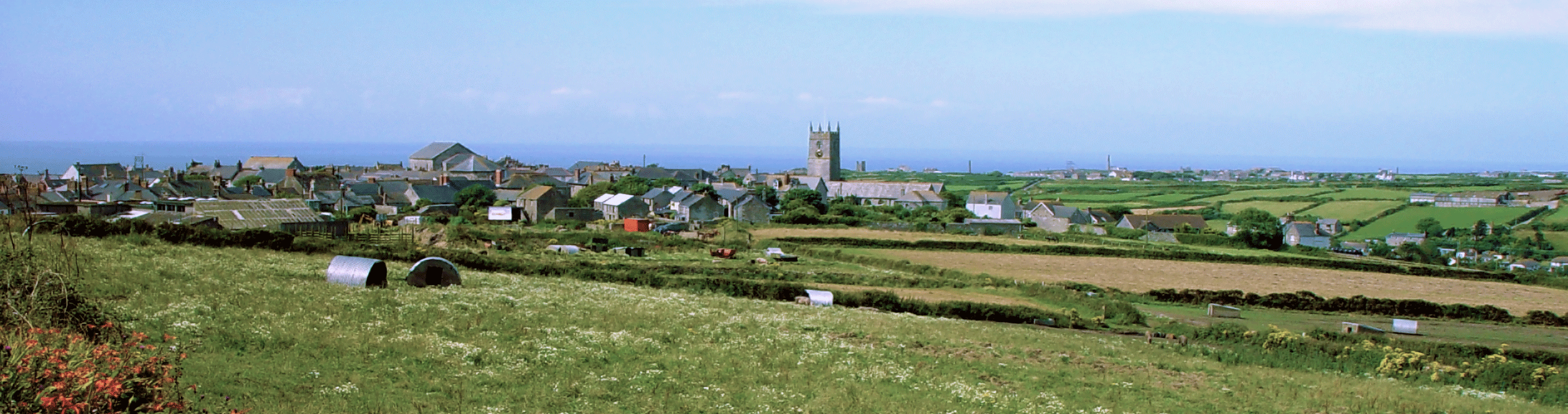
St Just in Penwith (2008)

St Just (kornisch: Lanust) ist eine Stadt im ehemaligen District Penwith der Grafschaft Cornwall in England und liegt an der Irischen See. Zu ihr gehören auch die Orte Pendeen, Kelynack und Trewellard. Im Nordwesten grenzt sie an die Gemeinde Morvah, im Osten an Madron sowie Sancreed und im Süden an die Gemeinden St Buryan und Sennen. Das Stadtgebiet hat eine Größe von 30,8 km² und liegt etwa 13 km westlich von Penzance entlang der A3071. St Just befindet sich außerdem in der Nähe von Cape Cornwall, einer Landspitze die früher als westlichster Punkt Englands galt.

## Geschichte
Einige Quellen besagen der Name St Just leitet sich von dem Missionar Justus ab, der auf Bitten von Augustinus von Canterbury von Papst Gregor dem Großen nach England gesandt wurde, um die Sachsen zu missionieren, und sowohl zum ersten Bischof von Rochester als auch zum Erzbischof von Canterbury ernannt worden ist.
St Just war das Ballungszentrum eines der ältesten Bergbauregionen, dem Bergbaurevier St Just in Cornwall. Auf Grund der vielen Bergbaubetriebe in der Umgebung stieg die Einwohnerzahl in kurzer Zeit von 2779 im Jahr 1801 auf 9290 im Jahr 1861. Die Reste des früheren und des modernen Bergbaus haben erhebliche Auswirkungen auf die Landschaft der Umgebung. Nachdem die Vorkommen erschöpft waren oder der Marktpreis den Abbau unwirtschaftlich werden ließ, wurden die Bergwerke geschlossen und viele Bewohner der Region mussten auswandern. Die Reste dieser Kulturdenkmäler sind in der Region um St Just überall sichtbar. Zwei Bergwerke in der direkten Umgebung, die Levant Mine, in der eine funktionstüchtige Balancier-Dampfmaschine besichtigt werden kann und die mit einem modernen Besucherzentrum ausgestattete Geevor Mine sind inzwischen eine Besucherattraktion geworden.
Seit 2010 unterhält St Just eine Städtepartnerschaft mit Huelgoat in der Bretagne.

## Galerie

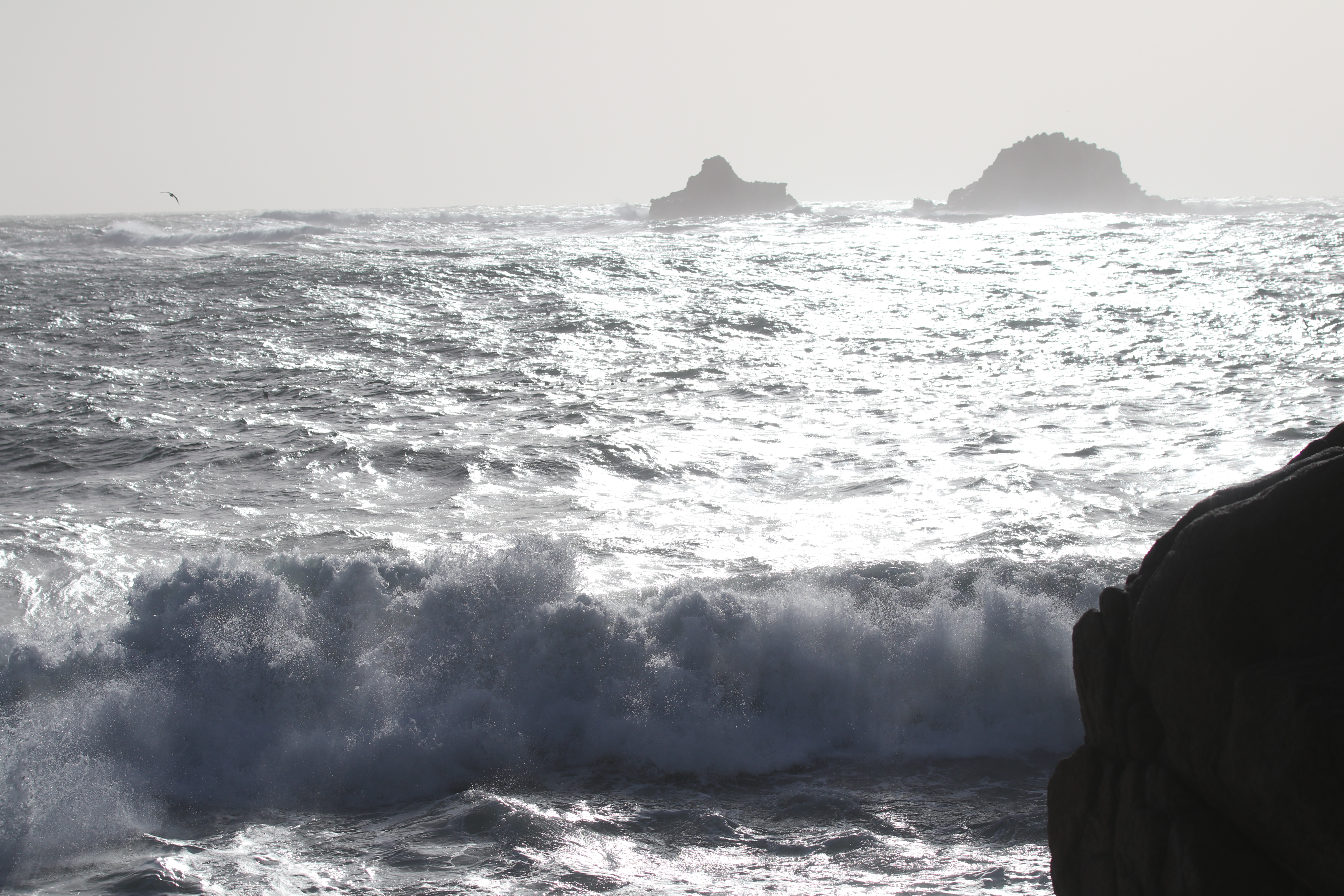
Die Brisons im Sturm vor St Just
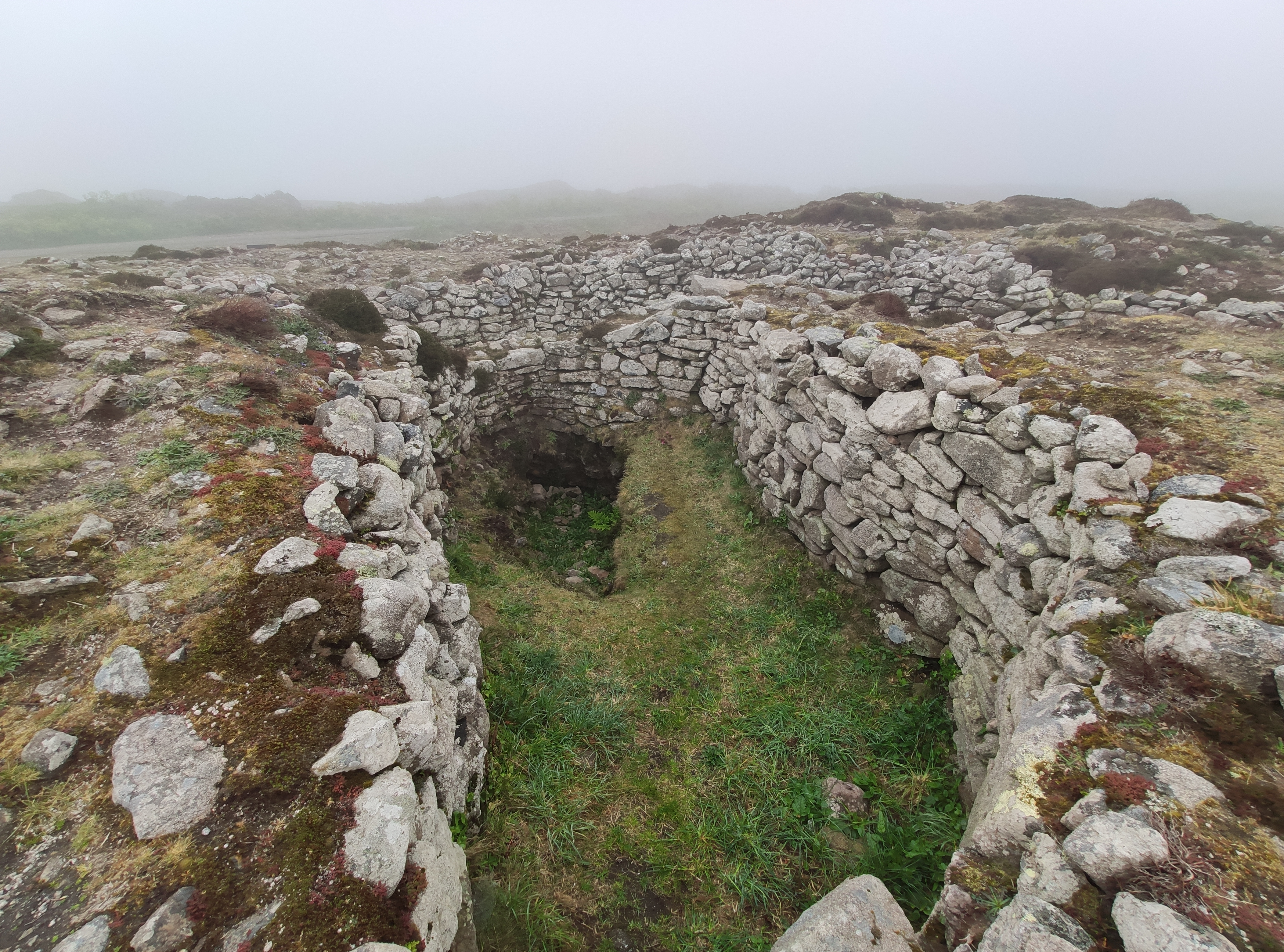
Bollowal Barrow St Nur
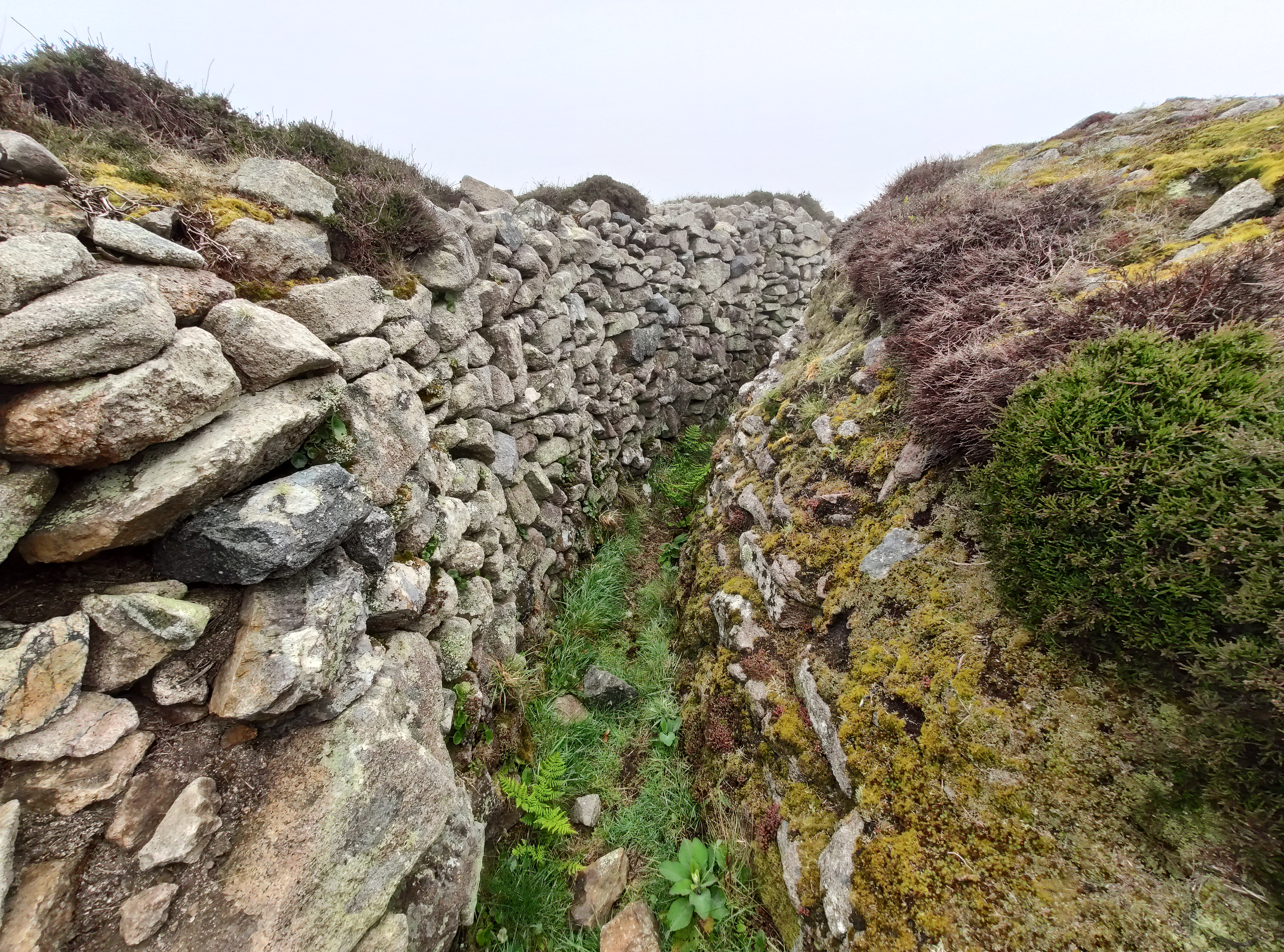
Rocks Bollowal Barrow St Nur
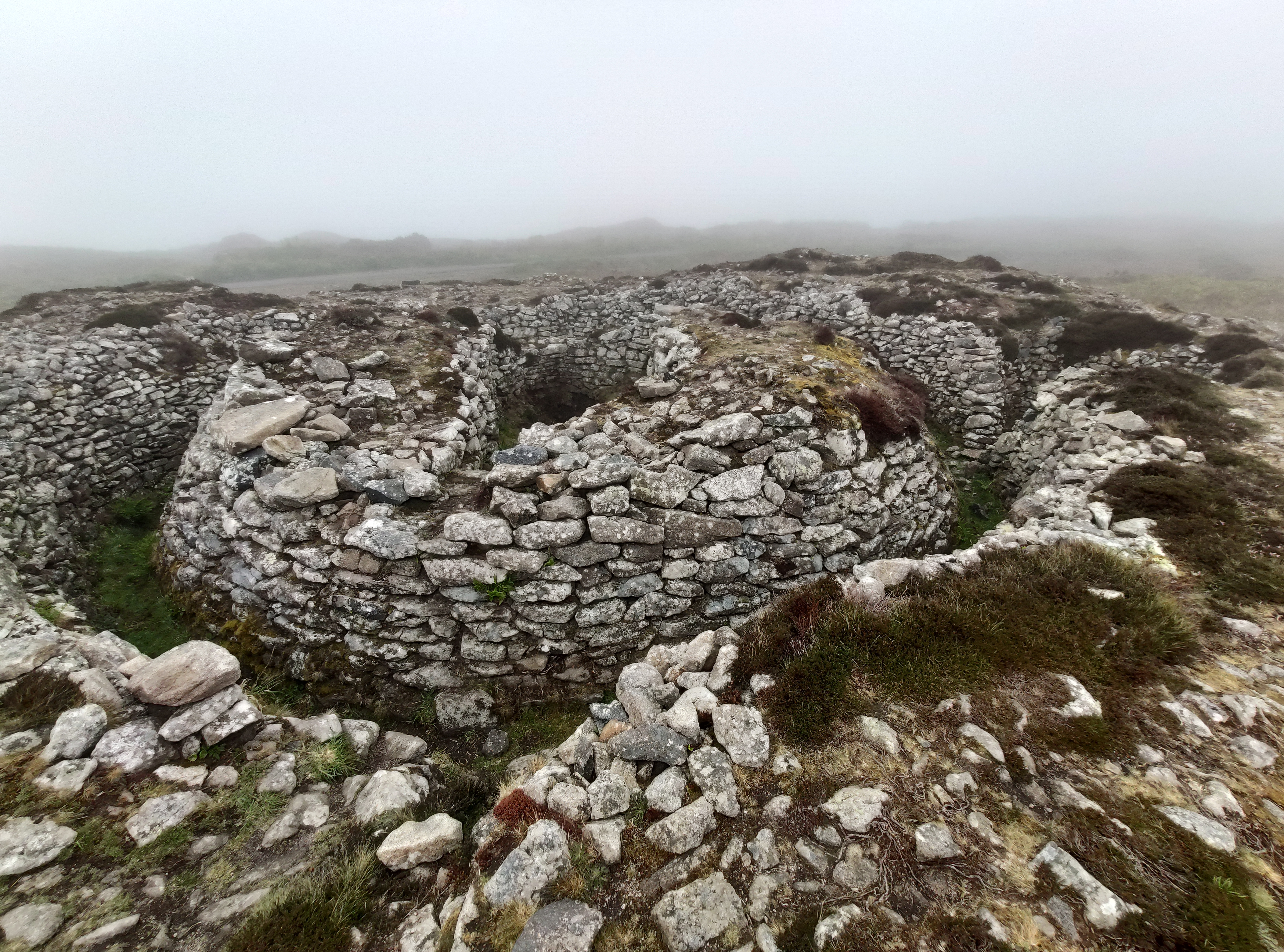
Bollowal Barrow St Just
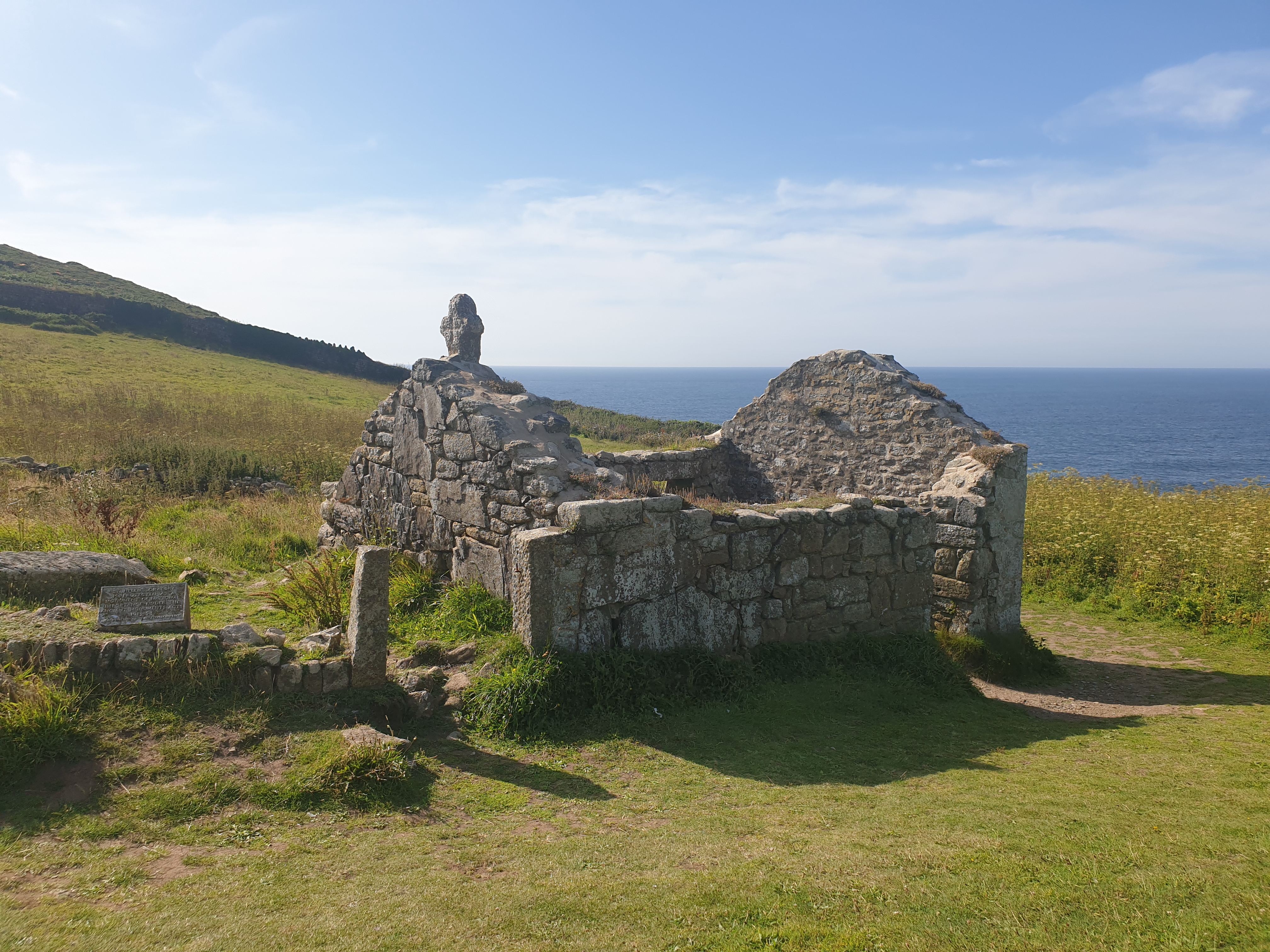
St. Helen’s Oratory
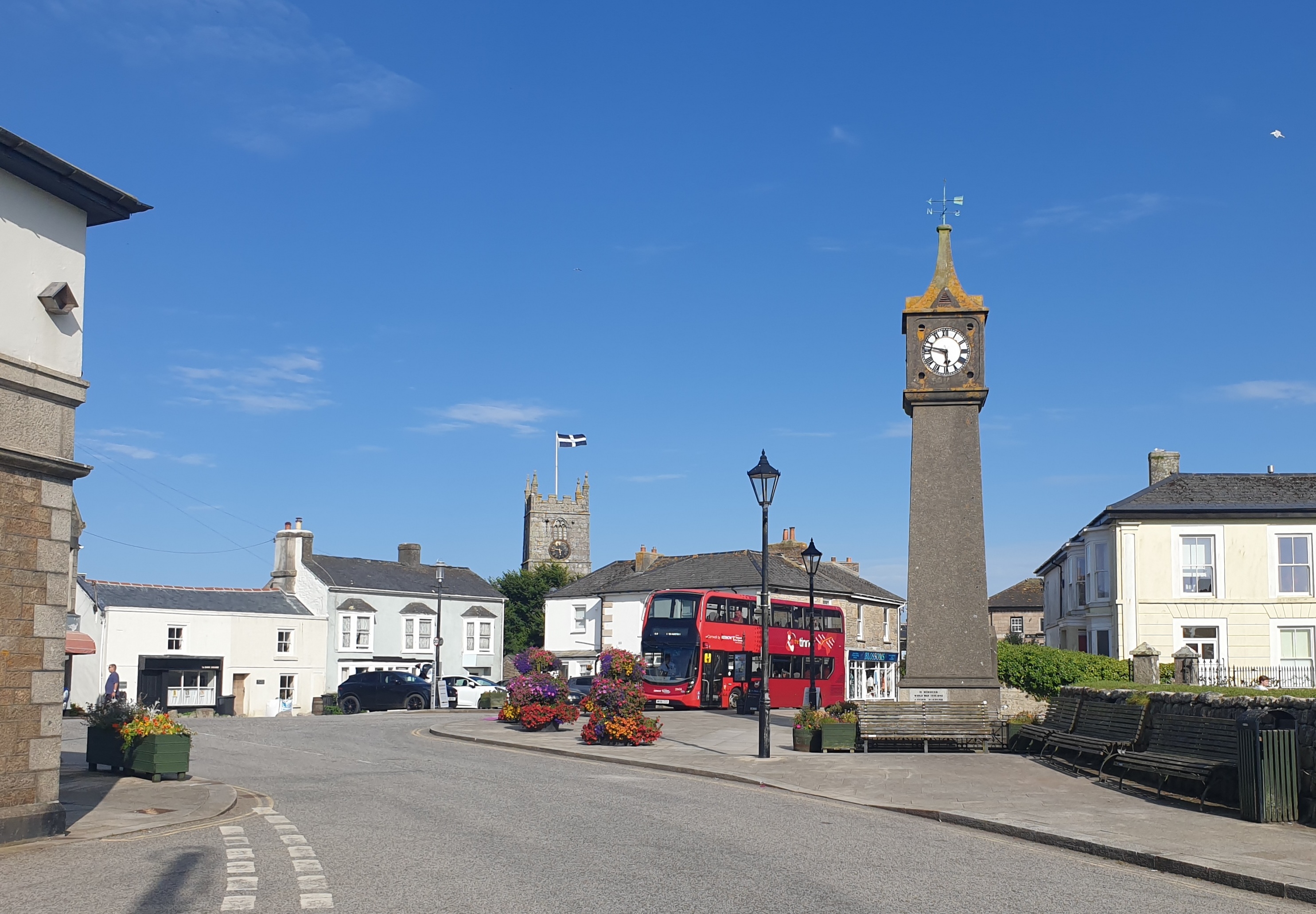
Uhrenturm im Zentrum